# Daïra d'Ouled Brahim
La daïra d'Ouled Brahim est une circonscription administrative algérienne située dans la wilaya de Saïda. Son chef-lieu est situé sur la commune éponyme d'Ouled Brahim.

## Communes
La daïra est composée de trois communes .:
- Ouled Brahim
- Tircine
- Aïn Soltane